# كارمينا فيرجيلي
كارمينا فيرجيلي (19 يونيو 1927 - 21 نوفمبر 2014) أستاذة إسبانية في الجيولوجيا والسياسية.

## الحياة
ولدت فيرجيلي في برشلونة في 19 يونيو 1927. كانت أصغر طفلين وُلدا لغيليم فيرجيلي وكارمي رودون بيليجري. كانت والدتها صيدلانية كانت تدرس أحيانًا في مدرسة الزراعة. خلال الحرب الأهلية الإسبانية عاشوا في مقاطعة برشلونة في بلدة إغوالادا.
التحقت فيرجيل بجامعة برشلونة حيث أخذت الجغرافي سلفادور لوفيت كمعلم. كانت طالبة حريصة على الدعم النشط من أسرتها. بعد حصولها على مرتبة الشرف في العلوم الطبيعية عام 1949 التحقت بالتدريس في مدارس في منطقة مقاطعة فاليس الكاتالونية. أثناء قيامها بالتدريس شاركت في تأليف كتاب تمهيدي للعلوم الطبيعية. كان هذا الكتاب ناجحًا وتم طبعه لعدة طبعات.
في أغسطس 1953 أنشأت جامعة برشلونة درجة علمية في الجيولوجيا انفصلت عنها في مادة العلوم الطبيعية. انضمت فيرجيلي إلى القسم الجديد.
حصلت على الدكتوراه في الجيولوجيا عام 1956 من جامعة برشلونة. في عام 1963 أصبحت أول أستاذة في جامعة أوفييدو. كانت ثالث امرأة تصبح أستاذة في إسبانيا. كانت أول عميدة عام 1977.
من 1982 إلى 1985 كانت وزيرة جديدة للجامعات والبحوث. من عام 1996 إلى عام 2000 كانت عضوة في مجلس الشيوخ عن حزب الاشتراكيين في كاتالونيا نشطة في لجان القتل الرحيم أو تقييم المخاطر أو العلاقات الأيبيرية الأمريكية.
في عام 2008 حصلت على الدكتوراه الفخرية من جامعة جنوة. كتبت أكثر من 100 مطبوعة وحصلت على العديد من التكريمات بما في ذلك الميدالية الذهبية من جامعة برشلونة في عام 2011 والأستاذ الفخري في جامعة كومبلوتنسي.
توفيت فيرجيلي في برشلونة في 21 نوفمبر 2014. ماتت عازبة بدون أطفال.